# Brachystelma christianeae
Brachystelma christianeae là một loài thực vật có hoa trong họ La bố ma. Loài này được Peckover mô tả khoa học đầu tiên năm 1992.